# Cenopalpus wainsteini
Cenopalpus wainsteini är en spindeldjursart som först beskrevs av Livschitz och P. Mitrofanov 1967.  Cenopalpus wainsteini ingår i släktet Cenopalpus och familjen Tenuipalpidae. Inga underarter finns listade i Catalogue of Life.